# Saint-Denis-lès-Martel
Saint-Denis-lès-Martel é uma comuna francesa na região administrativa de Occitânia, no departamento de Lot. Estende-se por uma área de 7,93 km². Em 2010 a comuna tinha 336 habitantes (densidade: 42,4 hab./km²).